# Глід клинолистий
Глід клинолистий (Crataegus sphaenophylla) — вид рослин із родини трояндових (Rosaceae).

## Біоморфологічна характеристика
Дерево чи кущ 3.5–5 м заввишки, з довгими, пониклими гілками, без колючок. Листки порівняно великі, зворотно-яйцювато-клиноподібні, зі збіжною на ніжку основою, вгорі 3(5)-лопатеві, з обох боків б.-м. волосисті. Плоди до 14 мм завдовжки, пурпурно-червоні. Період цвітіння: квітень.

## Середовище проживання
Ендемік Криму, Україна.
В Україні вид зростає на схилах, у чагарниках — у Криму (переважно в сх. ч. Р. Криму), зрідка.